# Monsters of Rock
Monsters of Rock va ser un festival anual de música rock a Anglaterra que se celebrava cada agost a Donington Park del Castell de Donington del 1980–1996. La primera edició va ser el 16 d'agost del 1980, per iniciativa del músic Ritchie Blackmore amb el promotor Maurice Jones. El festival va tenir més èxit de l'esperat i s'acabà convertint en un festival imprescindible de Rock i Heavy Metal a la dècada del 1980. Els festivals de Monsters of Rock han sigut també organitzats en diverses ciutats arreu del món. Després de l'èxit del Monsters of Rock 2006 es va suggerir que continuaria amb el Monsters of Rock 2007 però es va cancel·lar.